# Al-Chatunijja
Al-Chatunijja (arab. الخاتونية) – miejscowość w Syrii, w muhafazie Ar-Rakka. W 2004 roku liczyła 3651 mieszkańców.